# Paranyllius
Paranyllius is een geslacht van wantsen uit de familie van de Reduviidae (Roofwantsen). Het geslacht werd voor het eerst wetenschappelijk beschreven door Norman Cecil Egerton Miller in 1954.

## Soorten
Het genus bevat de volgende soorten:

- Paranyllius pudicus Miller, 1954
- Paranyllius turneri Miller, 1954